# ヘミンジャー (護衛駆逐艦)
ヘミンジャー（USS Hemminger,DE-746)は、アメリカ海軍の護衛駆逐艦。キャノン級。艦名は第一次ソロモン海戦で戦死したシリル・フランクリン・ヘミンジャー（Cyril Franklin Hemminger）に因む。本艦はタイ海軍の練習艦「ピン・クラオ」として、建造から約75年が経過した2018年現在も現役で運用されている。

## 艦歴
ヘミンジャーは1943年5月8日にカリフォルニア州サンフランシスコのウエスタン・パイプ・アンド・スティール・カンパニー（Western Pipe and Steel Company, WPS）で起工、1943年9月12日に命名元の未亡人であるスー・フランシス・ヘミンジャー（Sue Frances Hemminger）夫人の手で進水した後、1944年5月30日に初代艦長J・R・ボドラー（J. R. Bodler）予備役少佐の指揮の下で就役した。

### 太平洋
公試完了後、ヘミンジャーは戦時哨戒を行う潜水艦の訓練のため1944年8月に真珠湾へ到着した。さらにヘミンジャーは真珠湾とエニウェトク環礁間の哨戒やハンターキラーグループによる対潜掃討任務にも従事している。
1945年2月28日に護衛空母コレヒドールおよび第53護衛部隊（CortDiv 53）と共に対潜掃討中だったヘミンジャーは、アメリカ陸軍航空隊のミラード・F・ハーモン（Millard F. Harmon）中将らを乗せたまま消息を絶ったC-87輸送機の捜索に派遣されたが見つけることはできなかった。
マーシャル諸島での哨戒を終えた後、ヘミンジャーはいまだ激戦が続く沖縄への補給船団を護衛するため4月30日に出港した。5月16日から6月20日にかけて、ヘミンジャーは先島諸島の空襲による無力化や沖縄での地上部隊支援、そして九州への空襲を行う空母の護衛を務めた。

### 大西洋
ヘミンジャーは第53護衛部隊に加わり、護衛空母カサーン・ベイとともにグアム島とエニウェトク環礁間の対潜掃討を実施、フィリピンへ発つ9月27日まで活動を続けた。太平洋艦隊から外されたヘミンジャーは、サイパン島、真珠湾、カリフォルニア州サンディエゴを経由しながらパナマ運河を通過し、12月2日にヴァージニア州ノーフォークに到着する。
ヘミンジャーはフロリダ州グリーン・コーヴ・スプリングス（Green Cove Springs）で訓練を行った後、1946年6月17日に退役し予備役に編入された。

### 再就役と予備役訓練
予備役訓練プログラムの任務期間を経て、ヘミンジャーは1950年12月1日にノーフォークで現役に復帰した。ヘミンジャーはその後数年間、カナダやカリブ海地域への予備役兵の訓練航海を断続的に実施して過ごした。1952年6月に行った訓練航海ではポルトガルのリスボンへ向かい、他にもフランスのルーアン、コロンビアのバランキージャ、スペインのカディス、ルイジアナ州のニューオーリンズを訪問している。
さらにヘミンジャーは複数の艦隊演習に参加し、1954年8月にはトルコ海軍の潜水艦ギュルと活動した。ヴァージニア州リトルクリーク海軍水陸両用基地（Naval Amphibious Base, Little Creek）を出港し、1957年11月23日に不活性化のためブルックリン海軍工廠に到着する。ヘミンジャーは1958年2月21日に退役し、大西洋予備役艦隊（Atlantic Reserve Fleet）に編入された。

### タイ海軍「ピン・クラオ」
ヘミンジャーは1959年7月22日に軍事支援プログラム（Military Assistance Program）の下でタイ王国に貸与され、タイ海軍のピン・クラオ (DE-1)（HTMS Pin Klao）となった。
ピン・クラオは2018年現在も現役で運用されており、2017年11月20日にタイのパタヤで実施されたASEAN創設50周年記念観艦式にも護衛艦おおなみなどと共に参加するなど、建造から約75年が経過したにもかかわらず健在ぶりを示している。
2018年3月15日にフィリピン海軍のラジャ・フマボン（旧アザートン、海上自衛隊護衛艦はつひ）が退役したことで、ピン・クラオは世界で唯一現役のキャノン級護衛駆逐艦となった。

## 栄典
ヘミンジャーは現役期間で以下の勲章を受章した。
- アメリカ戦役章（American Campaign Medal）
- アジア-太平洋戦役章（Asiatic-Pacific Campaign Medal）
- 第二次世界大戦戦勝章（World War II Victory Medal）
- 国防従軍章（National Defense Service Medal）